# إنداستري (مسلسل تلفزيوني)
إنداستري (بالإنجليزية: Industry، أي الصناعة) هو مسلسل تلفزيوني درامي بريطاني من تأليف ميكي داون، وكونراد كاي. الموسم الأول من المسلسل المكون من 8 حلقات أنتج بواسطة إتش بي أو. وقد أخرجت الحلقة الأولى للمسلسل لينا دنهام.
المسلسل من بطولة مياهالا هيرولد في دور «هاربر ستيرن». عرض لأول مرة بالولايات المتحدة في 9 نوفمبر 2020 على إتش بي، فيما كان العرض الأول له في المملكة المتحدة يوم 10 نوفمبر 2020 على بي بي سي تو.  

## الحبكة
مسلسل إنداستري يتتبع مجموعة من الخريجين الشباب الذين يتنافسون على مجموعة محدودة من الوظائف الدائمة في مصرف استثماري مرموق في لندن باسم «بيرمينت أند كو». 

## طاقم العمل
- «مياهالا هيرولد» بدور هاربر ستيرن، وهي امرأة موهوبة من نيويورك سافرت إلى لندن على أمل العمل بشركة بيربوينت أند كو.[6]
- «ماريسا أبيلا» بدور ياسمين كارا حناني، خريجة حديثة تعمل في قسم مبيعات العملات الأجنبية في بيربوينت أند كو.
- هاري لوتي بدور روبرت سبرينغ.
- «ديفيد جونسون» بدور جوس ساكي، خريج من كلية إيتون وجامعة أوكسفورد وزميل روبرت في السكن.[7]
- «نبهان رضوان» بدور هاري دهار.
- «فريا مافور» بدور داريا غرينوك، نائبة رئيس قسم مبيعات المنتجات المتقاطعة في الشركة.[8]
- «ويل تيودور» بدور ثيو تاك، محلل أبحاث في بيربوينت.[9]
- «كونور ماكنيل» بدور كيني كيلبان، نائب رئيس مبيعات العملات الأجنبية (فوركس) بالشركة.[10]
- «كين ليونج» دور إريك تاو، العضو المنتدب لمبيعات المنتجات المتقاطعة في بيربوينت أند كو.[11]

### ظهور متكرر
- «بريانجا بورفورد» بدور سارة دادوال. [12]
- «بن لويد هيوز» بدور جريج جرايسون [12]
- «ديريك ريدل» في دور كليمان كوان [13]
- «مارك ديكستر» بدور هيلاري ويندهام، العضو المنتدب لمبيعات العملات ببيربوينت أند كو. [12]

## الاستقبال
تحصل المسلسل على قبول 76% بمتوسط تقييم 7.83 من 10على موقع روتن توميتوز، بناءً على 25 مراجعة. وقد أجمع نقاد الموقع على «أنه من الرغم سطحية النقد الاجتماعي في إنداستري إلا أن الكتابة الحادة وفريق العمل الممتاز، جعل من السهل الاستمتاع بالعمل الدرامي على أي حال.»  فيما تحصل المسلسل في ميتاكريتيك على متوسط 70 من 100 بناءً على 15 مراجعة، مما يشير إلى «مراجعات إيجابية بشكل عام».

## روابط خارجية
- إنداستري  على قاعدة بيانات الأفلام على الإنترنت (بالإنجليزية).
- (مسلسل تلفزيوني)/ إنداستري (مسلسل تلفزيوني) في روتن توميتوز.